# Парасколопсы
Парасколопсы (лат. Parascolopsis) —  род морских лучепёрых рыб из семейства нитеперовых (Nemipteridae). Распространены в тропических и субтропических водах Индийского и западной части Тихого океана. Максимальная длина тела представителей разных видов варьирует от 9,7 до 35 см. Морские придонные рыбы. Обитают на материковом шельфе на глубине от 20 до 410 м. Питаются преимущественно мелкими донными беспозвоночными.

## Описание
Тело умеренно вытянутое, сжато с боков. Зубы ворсинчатые, расположены полосками на обеих челюстях; передние зубы маленькие, конической формы у некоторых видов; клыковидных зубов нет. На первой жаберной дуге 8—19 коротких жаберных тычинок. В длинном спинном плавнике 10 колючих и 9 мягких лучей. В анальном плавнике 3 колючих и 7 мягких лучей; последний мягкий луч разветвляется у основания. Вторая колючка обычно более мощная и длиннее первой и третьей. Грудные плавники длинные, их окончания доходят до анального отверстия, в них 2 неразветвлённых и 12—15 разветвлённых мягких лучей. Брюшные плавники с одним колючим и 5 мягкими лучами, длинные или умеренно длинные. Хвостовой плавник с небольшой выемкой. На верхней части головы чешуя доходит до уровня середины глаза или задней ноздри. Подглазничные кости с чешуёй или без чешуи. На щеке 4—5 поперечных рядов чешуи. Задний край подглазничной кости гладкий или слегка зазубренный. Есть чешуя на предкрышке и крышке. Задний край предкрышки зазубренный. Верхний край жаберной крышки с небольшим плоским шипом, или же шип отсутствует. В боковой линии 34—40 чешуй. Над боковой линией 2—5 поперечных ряда чешуй, под боковой линией — 11—15 поперечных рядов чешуи. Окраска тела разнообразная, обычно красноватая с жёлтыми или серебристыми отметинами.

## Классификация
В состав рода включают 13 видов:
- Parascolopsis akatamae Miyamoto, McMahan & Kaneko 2020[4]
- Parascolopsis aspinosa (Manikyala Rao & Srinivasa Rao, 1981) — Поперечнополосый парасколопс
- Parascolopsis baranesi B. C. Russell & Golani, 1993
- Parascolopsis boesemani (Manikyala Rao & Srinivasa Rao, 1981) — Краснопёрый парасколопс
- Parascolopsis capitinis B. C. Russell, 1996
- Parascolopsis eriomma (Jordan & R. E. Richardson, 1909) — Розовый парасколопс, или желтополосый парасколопс
- Parascolopsis inermis (Temminck & Schlegel, 1843)
- Parascolopsis melanophrys B. C. Russell & P. K. Chin, 1996
- Parascolopsis qantasi B. C. Russell & Gloerfelt-Tarp, 1984
- Parascolopsis rufomaculatus B. C. Russell, 1986
- Parascolopsis tanyactis B. C. Russell, 1986
- Parascolopsis tosensis (Kamohara, 1938)
- Parascolopsis townsendi Boulenger, 1901 — Малый парасколопс